# Isola Lynch
L'isola Lynch è un piccolo isolotto che fa parte dell'arcipelago delle Isole Orcadi Meridionali.

## Storia
L'isola fu cartografata nel 1912-13 dal baleniere norvegese Petter Sørlle, ed esplorata dal personale britannico della Discovery Investigations. Nel 1948-49 l'isola fu nuovamente visitata dal British Antarctic Survey (al tempo ancora chiamato "Falkland Islands Dependencies Survey", FIDS) e battezzata con l'attuale denominazione dal Comitato britannico per i toponimi antartici in omaggio a Thomas B. Lynch, navigatore americano che visitò le isole Orcadi nel 1880.

## Territorio
È un piccolo isolotto roccioso situato a poca distanza dalla costa meridionale dell'Isola dell'Incoronazione e 2,4 Km a nord dell'isola di Signy.

## Flora
L'isola ospita una delle popolazioni più estese e dense della graminacea Deschampsia antarctica; anche l'unica altra specie di angiosperma antartica, Colobanthus quitensis, è presente in maniera significativa. Il sito è inoltre uno dei pochi noti in cui la Deschampsia cresce direttamente sui tappeti muschiosi di Polytrichum-Chorisodontium.
Sono presenti inoltre numerose altre specie di muschi tra cui Polytrichastrum alpinum, Orthotrichum crassifolium e il raro Plagiothecium ovalifolium. Tra le Marchantiophyta è segnalata la presenza dell'epatica fogliosa Cephalozia badia (Gottsche) Steph., 1908.

## Fauna
Il suolo dell'isola è popolato da una ricca fauna invertebrata.

## Conservazione
In ragione del suo interesse naturalistico, in particolare per la ricchezza della sua flora, il territorio dell'isola è protetto dal Trattato Antartico come Area Specialmente Protetta dell'Antartide (codice ASPA 110).